# Cyanerpes nitidus
A Cyanerpes nitidus a madarak (Aves) osztályának verébalakúak (Passeriformes) rendjébe, ezen belül a tangarafélék (Thraupidae) családjába tartozó faj.

## Rendszerezése
A fajt Gustav Hartlaub német ornitológus írta le 1758-ban, a Coereba nembe Coereba nitida néven.

## Előfordulása
Dél-Amerikában, Bolívia, Brazília, Ecuador, Kolumbia, Peru, Suriname és Venezuela területén honos.
Természetes élőhelyei a szubtrópusi és trópusi síkvidéki esőerdők. Állandó nem vonuló faj.

## Megjelenése
Testhossza 9 centiméter. A nemek tollazata eltér.
|  |

## Természetvédelmi helyzete
Az elterjedési területe rendkívül nagy, egyedszáma ugyan csökken, de még nem éri el a kritikus szintet. A Természetvédelmi Világszövetség Vörös listáján nem fenyegetett fajként szerepel.